# Ferlacher Horn
Das Ferlacher Horn (auch Gerloutz genannt, slowenisch: Grlovec) erhebt sich mit einer Höhe von 1840 m ü. A. sehr markant im Süden von Ferlach. Von Kärntens Landeshauptstadt Klagenfurt ist das Ferlacher Horn gut sichtbar. Das Ferlacher Horn ist Teil der Karawanken. Wie vielfach in diesem Gebirge ist das Ferlacher Horn im Norden durch steile Abbruchzonen gekennzeichnet, im Süden jedoch durch Wald und – nur ganz oben unterhalb des Gipfels – durch Grasbewuchs.
Das Ferlacher Horn ist Heimstätte zahlreicher Sagen – Geister, Gespenster, auch die Saligen Frauen sollen Wanderer erschrecken und in die Irre leiten. Vom Gipfel bietet sich ein herrlicher Rundblick auf die Städte Ferlach und Klagenfurt, die Drau, die sich durch das Rosental windet, sowie auf die Karawanken, insbesondere die Koschuta, die Gruppe um den Hochstuhl, sowie zum Hochobir.

## Name
Der Name „Ferlacher Horn“ wurde 1909 vom Deutschen und Österreichischen Alpenverein als bestmögliche Verdeutschung [des slowenischen Namens], mitunter wörtlich etwas abweichend, aber dem deutschen Sprachgefühl angepaßt neben zahlreichen weiteren neuen deutschen Flurbezeichnungen für das Hochstuhl- und Koschutagebiet der Karawanken eingeführt.  Die slowenische Namensform Grlovec beruht auf grlo „Schlund, Kehle“ und bezieht sich auf die schroffen Nordabstürze.

## Aufstiege
Der Südalpenweg führt in Ost-West-Richtung über den Gipfel.
Eine Vielzahl von Aufstiegen ist dem Wanderer gegeben. Allen gemein ist, dass sie in der Regel ungefährlich, aber recht mühsam sind. Aufgrund der niedrigen Gipfelhöhe und der starken Bewaldung ist das Ferlacher Horn auch im Winter begehbar. Es gibt keine Schutzhütten am Ferlacher Horn.
- Von Waidisch aus: Der Weg von Waidisch ist durch gelbe Hinweistafeln gekennzeichnet. Dauer: ca. 3 bis 3½ Stunden.
- Von Ferlach/Schaida-Bauer: Dieser als Raketensteig bezeichnete Weg ist sehr steil und mühsam, es gibt aber keine ausgesetzten Stellen. Man startet direkt in Ferlach beim Gasthof Schaidabauer und erreicht nach ca. 4 Stunden den Gipfel.
- Von Zell-Winkel/Franz-Bauer aus: Der kürzeste Anstieg vom Franz-Bauer aus dauert nur ca. 2½ Stunden.
- Vom Loibltal/Gasthof Deutscher Peter (Anfahrt von Klagenfurt auf den Loiblpass): Über den Eselsattel ⊙ trifft man auf den vom Franz-Bauer kommenden Weg und erreicht nach ca. 3½ Stunden den Gipfel.

## Fotogalerie

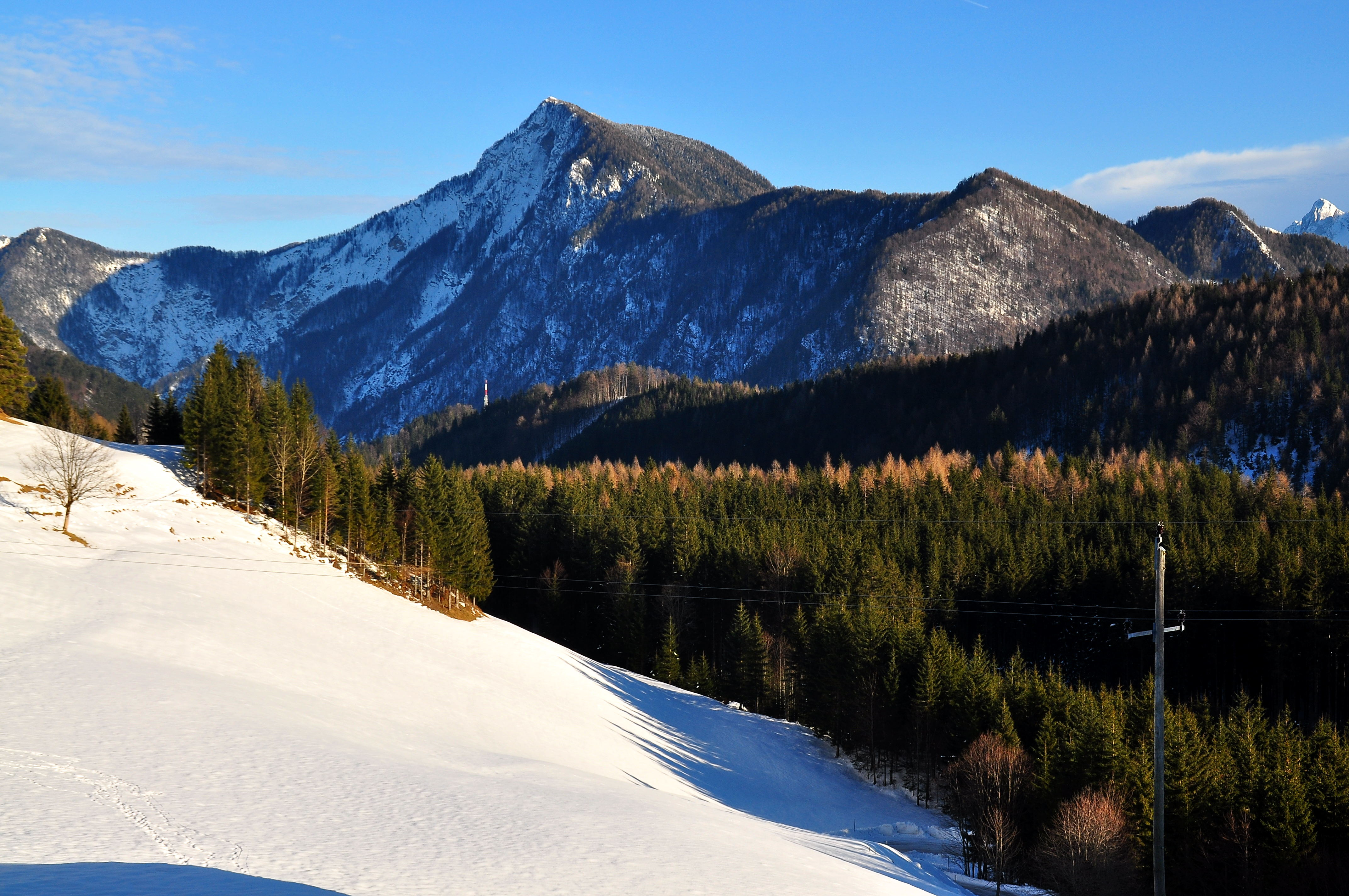
Blick vom Berggasthof Lausegger auf das Ferlacher Horn
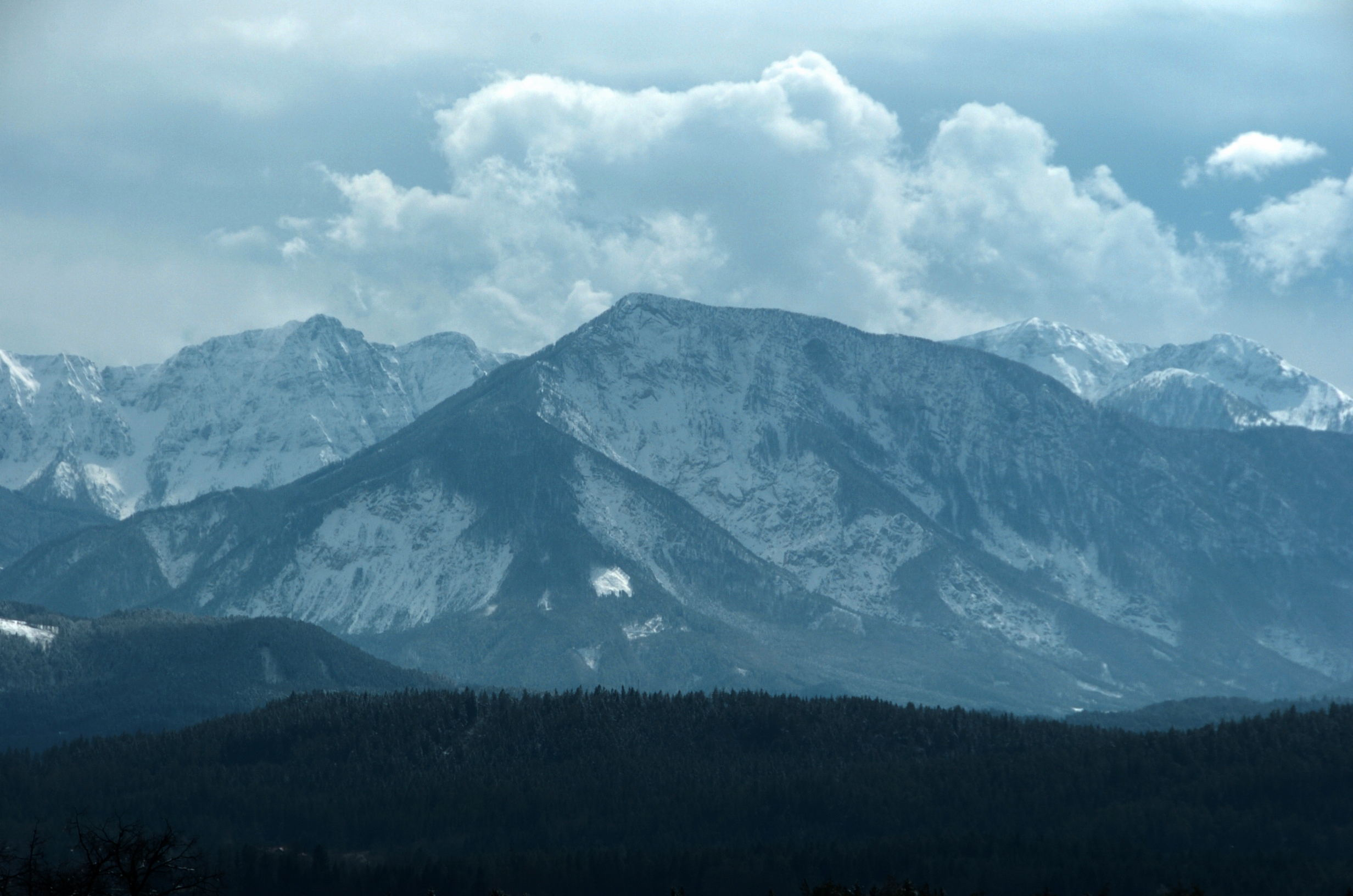
Ferlacher Horn, von Schloss Tentschach aus gesehen
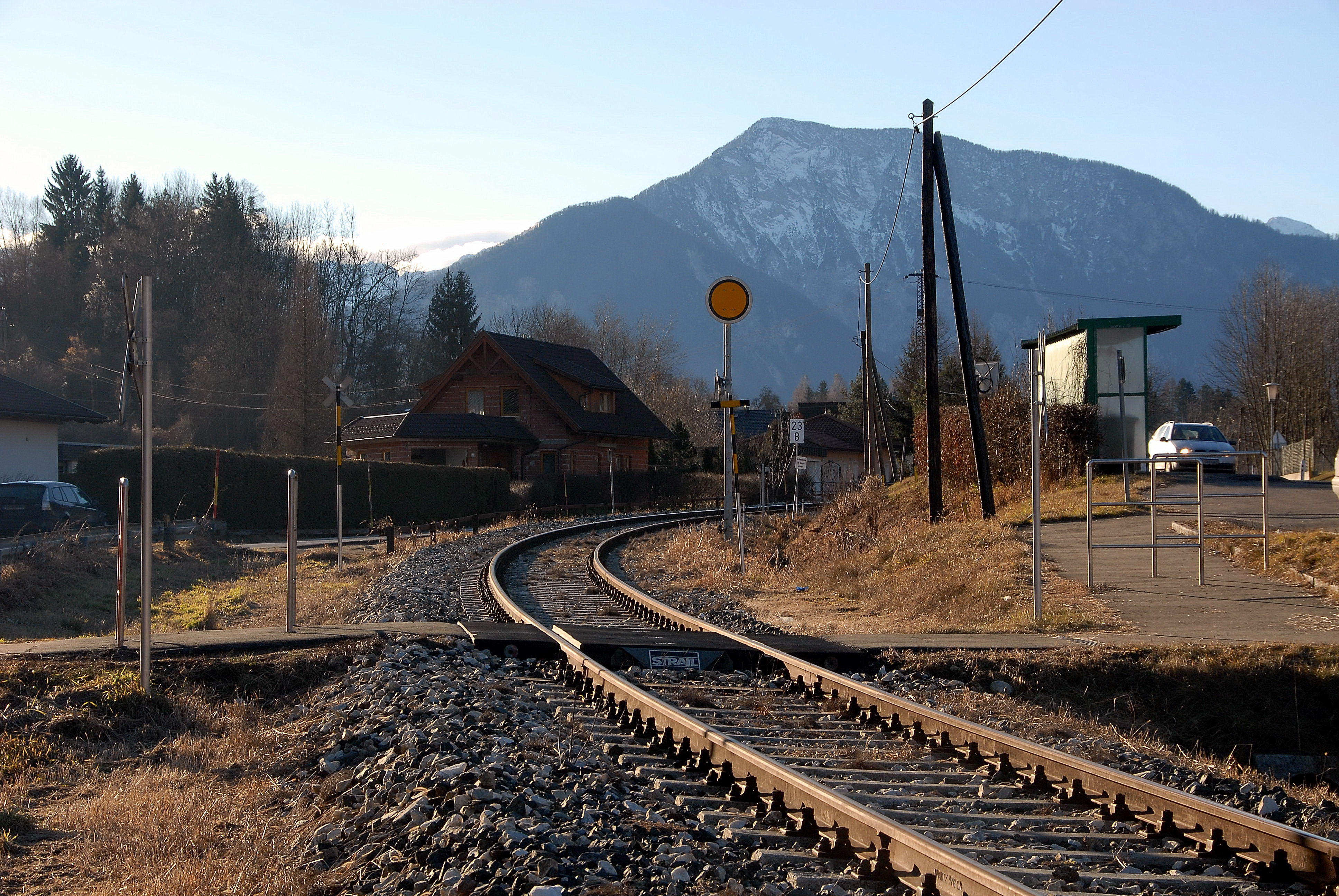
Ferlacher Horn mit Bahnlinie nördlich von Maria Rain
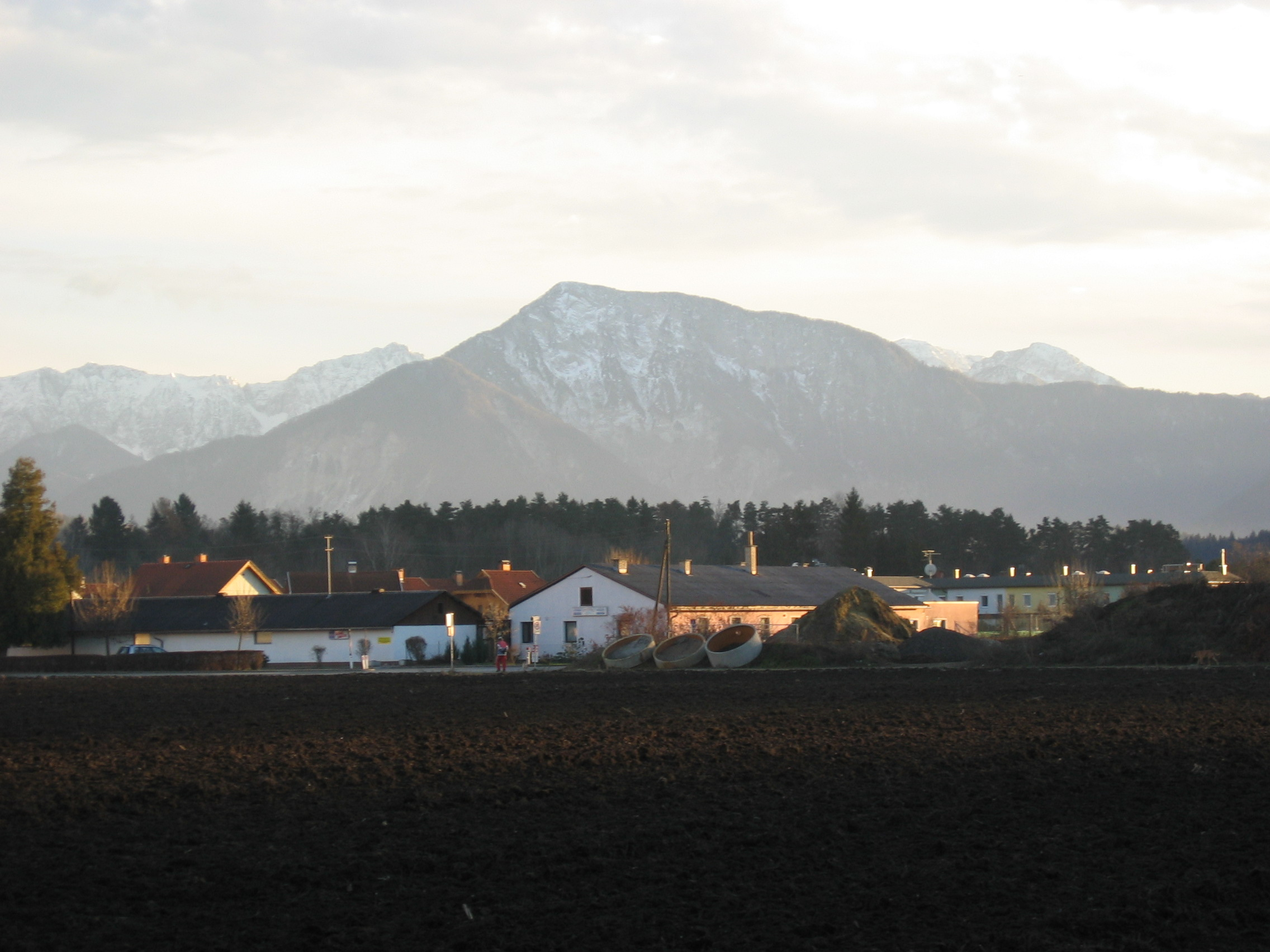
Ferlacher Horn von Klagenfurt aus gesehen
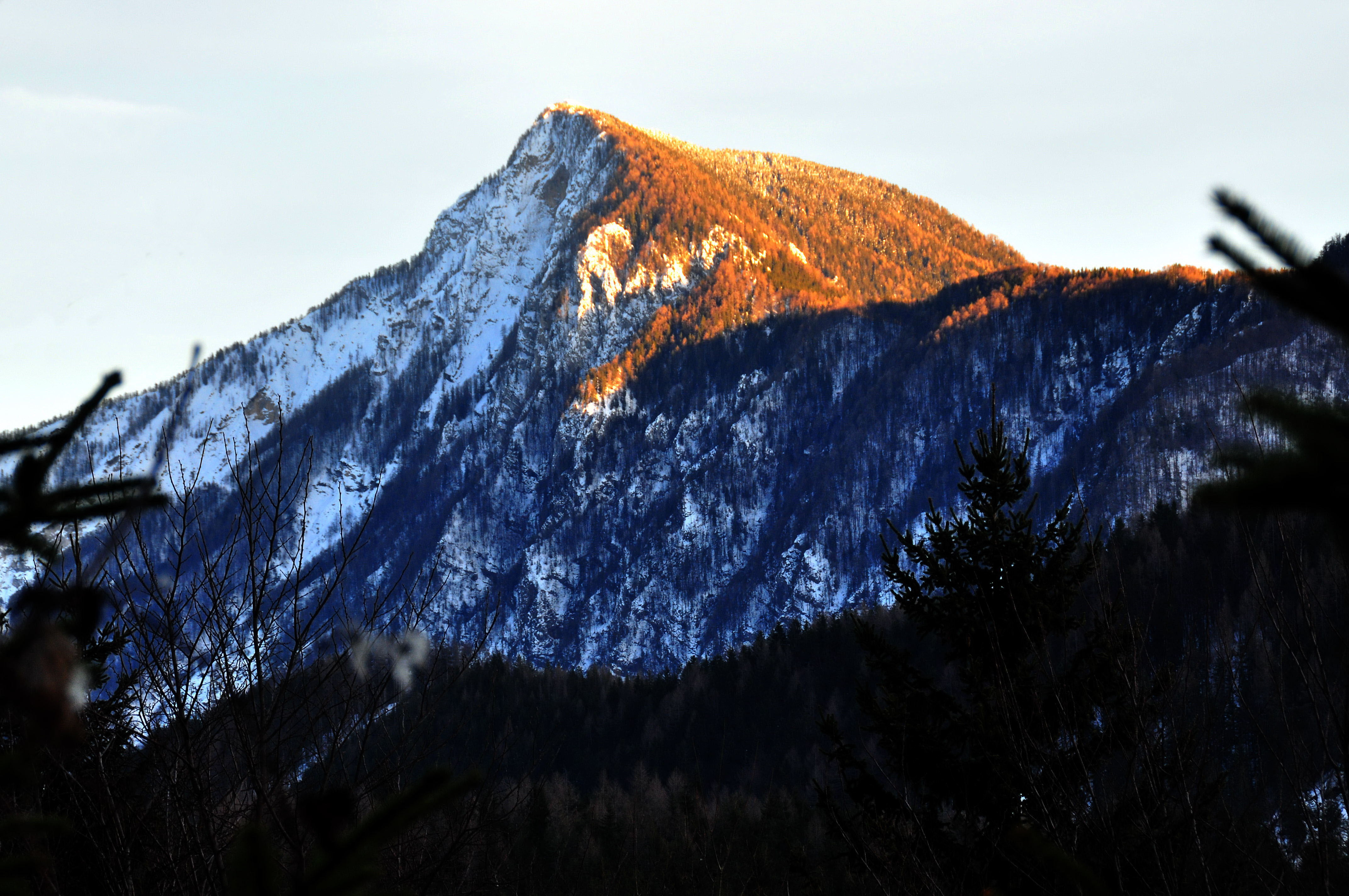
Blick vom Bodental aufs Ferlacher Horn
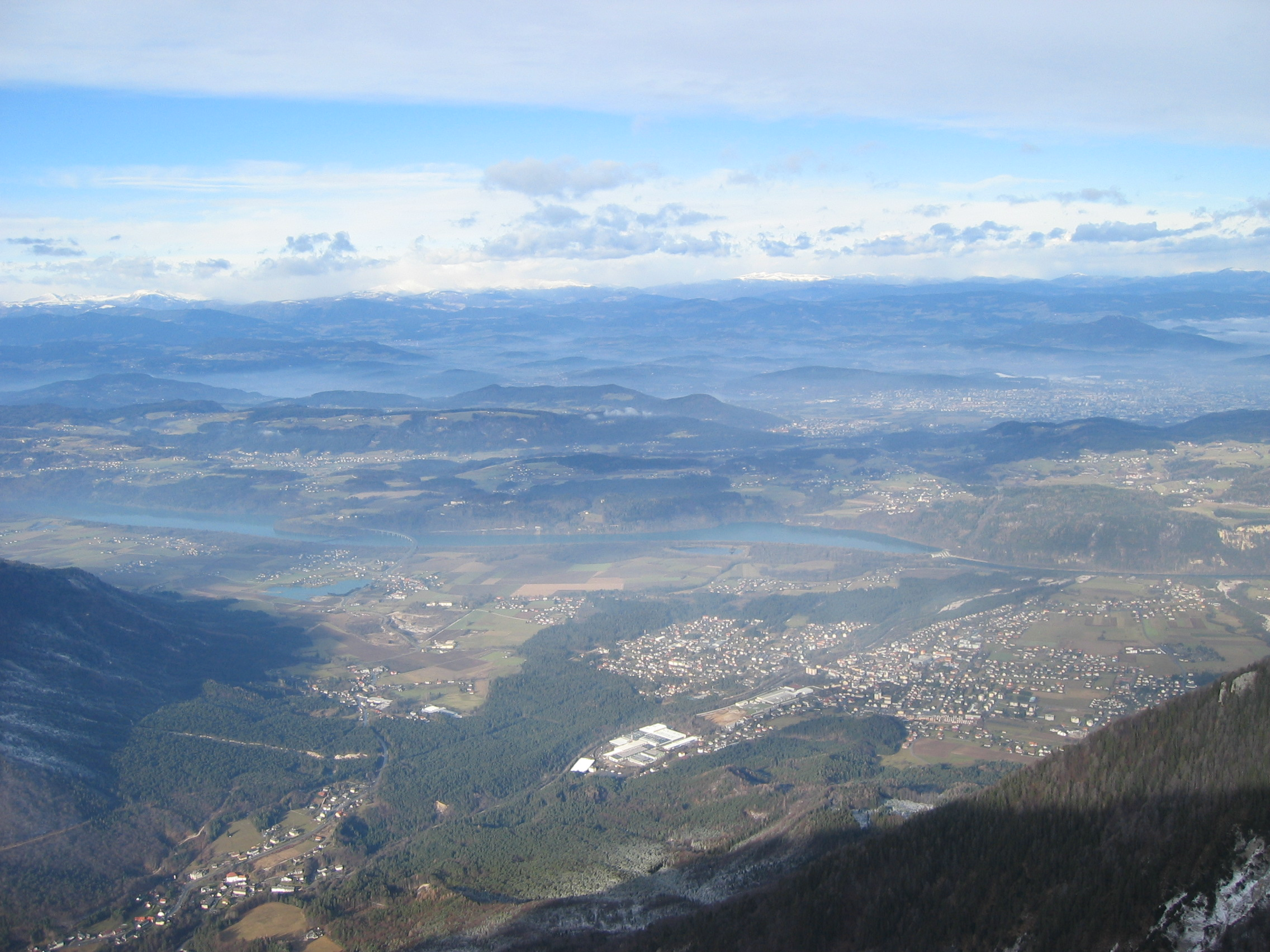
Blick vom Gipfel auf Ferlach, die Drau, Klagenfurt
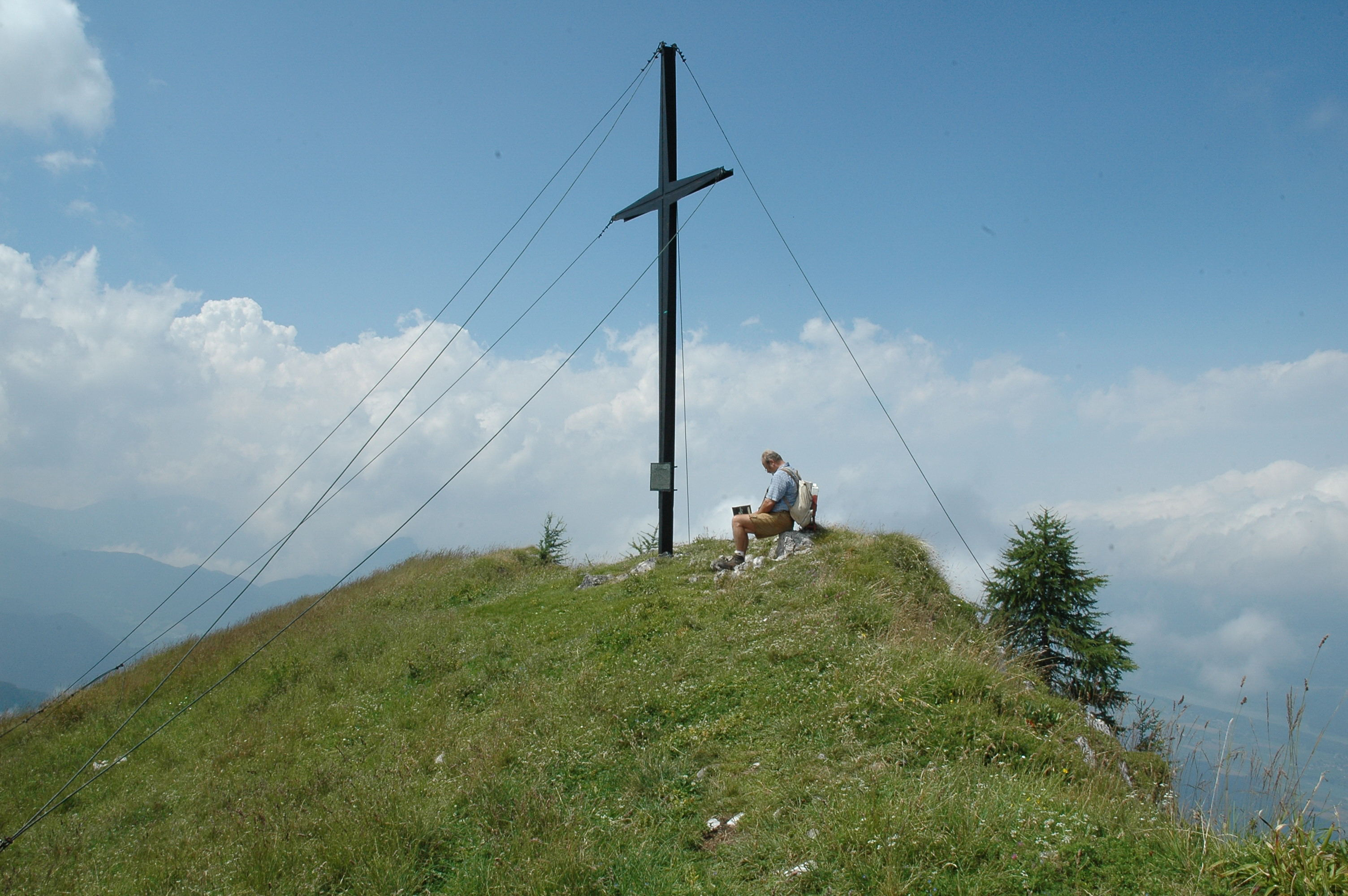
Gipfelkreuz des Ferlacher Horns